# Notaspidium apantelis
Notaspidium apantelis är en stekelart som beskrevs av Boucek 1992. Notaspidium apantelis ingår i släktet Notaspidium och familjen bredlårsteklar.
Artens utbredningsområde är Peru. Inga underarter finns listade i Catalogue of Life.